# 2024年5月の太陽嵐

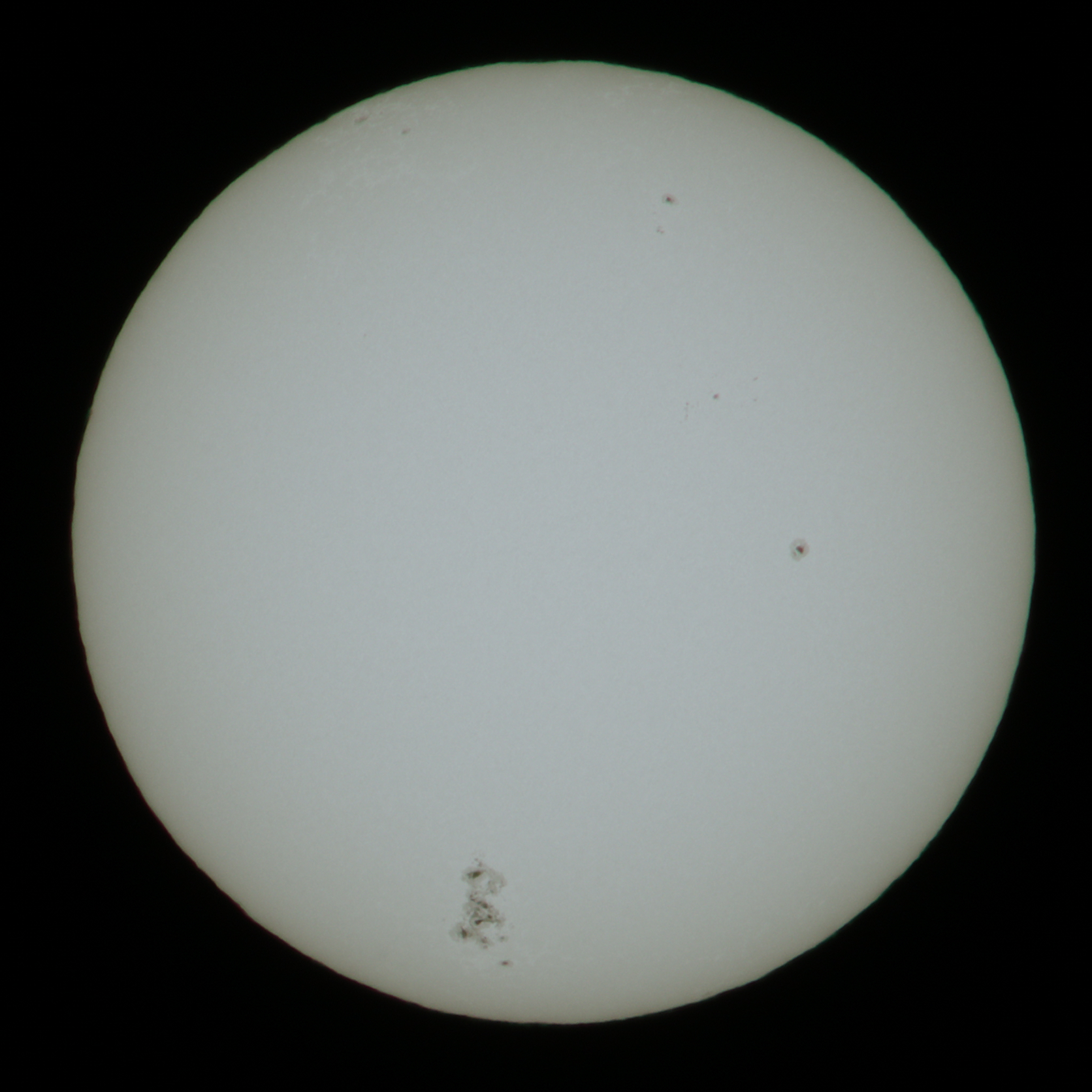
5月11日の可視光の太陽表面。写真下部に活動領域3664の黒点が見える

2024年5月の太陽嵐（2024ねん5がつのたいようあらし、英語: May 2024 solar storms）は、太陽の第25太陽周期の期間中である2024年5月に起こった太陽フレアに伴って生じた強力な太陽嵐である。2003年10月の太陽嵐以来、最も地球に影響を与えた磁気嵐であり、北半球と南半球の両方で通常よりも遥かに低緯度の地域でもオーロラが観測された。

## 太陽フレアとコロナ質量放出
2024年5月8日、アメリカ海洋大気庁 (NOAA) における活動領域番号13664番（通常は3664と略される）が割り当てられた活動領域にて、X線等級における階級で X1.0 クラスおよび複数のMクラスの太陽フレアが発生し、地球に向けて複数回のコロナ質量放出 (CME) を発生させた。翌日の5月9日、活動領域3664で Full-halo CME（太陽面から全方向へ広がるコロナ質量放出）を伴う X2.25 クラスと X1.12 クラスの太陽フレアが発生した。5月10日にはこの領域で X3.98 クラス、5月11日1時23分（協定世界時）には非対称の Full-halo CME を伴う別の X5.8 クラスの太陽フレアが発生した。その後もXクラスのフレアが4回発生した後、5月14日には活動領域3664は太陽の西縁を超えて地球から見て裏側に回り始めているにもかかわらず、これまでで最も強い X8.7 クラスのフレアが発生し、アメリカ海洋大気庁はこのフレアとそれに伴うコロナ質量放出で地球の地磁気に影響は及ぼさない可能性が高いと発表したが、レベルR3（強い）の電波停電がみられた。

## オーロラの観測

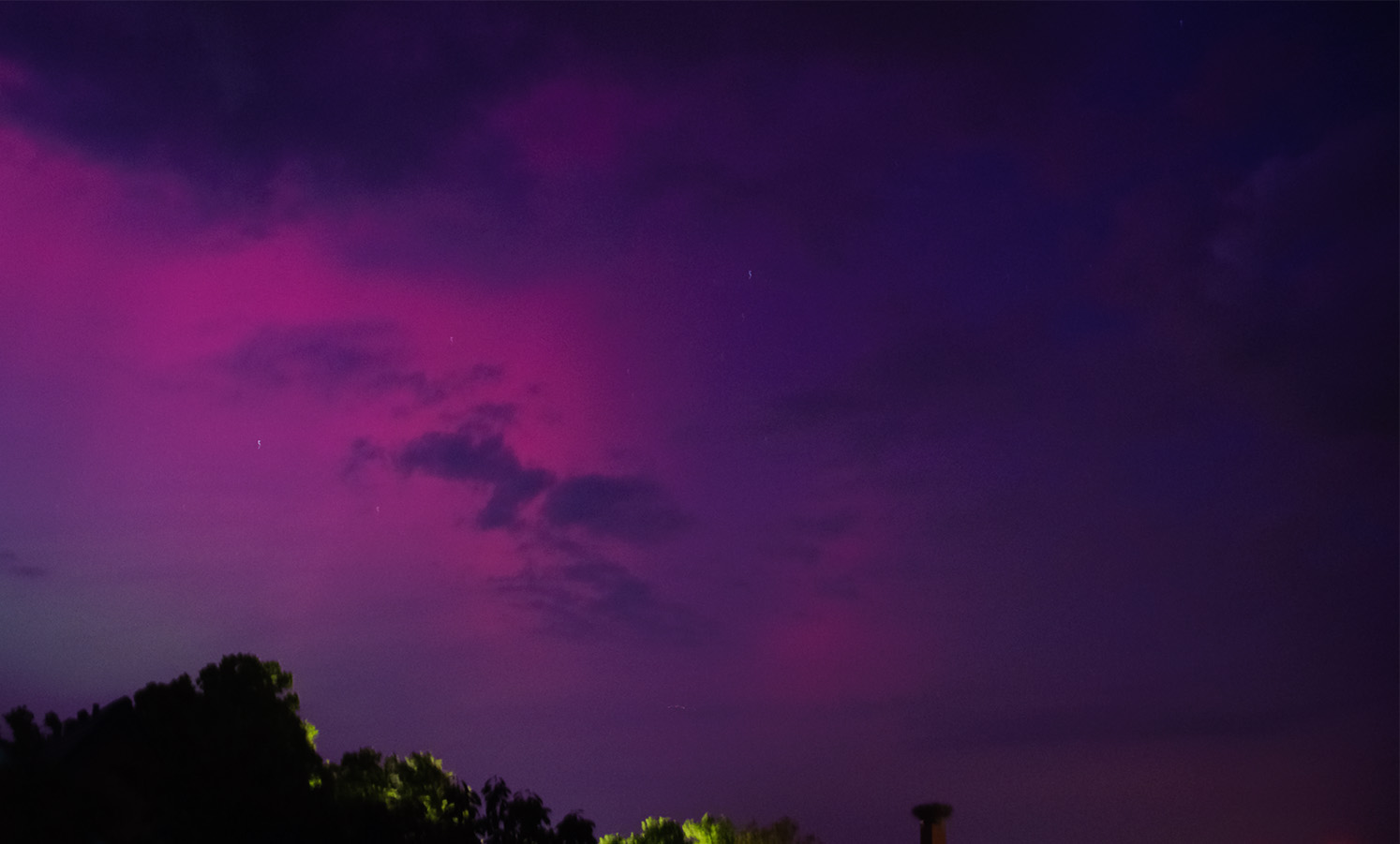
ドイツのザクセン＝アンハルト州で観測された低緯度オーロラ

5月8日から発生した3つのコロナ質量放出が5月10日頃に地球に到達し、地球上の広い地域で非常に明るくみえるオーロラを伴う大規模な磁気嵐を引き起こした。
北日本や日本海側を中心に日本の広い地域でも赤い低緯度オーロラが観測され、それら以外の地域でも愛知県や兵庫県で観測に成功している。アジアでは他にもインド北部のハンレ村、中国北部のウルムチや北京の周辺、内モンゴル自治区でもオーロラが観測された。
ヨーロッパでは、キプロスやポルトガル、スペインなどの南方の地域でもオーロラが観測され、さらに南方のアフリカでもアルジェリアやカナリア諸島でオーロラが観測された。
北アメリカでは、アメリカのフロリダキーズやプエルトリコ、メキシコのユカタン半島、バハマなどの南方の地域までオーロラが観測された。ハワイ諸島でもオーロラは観測されたが、ハワイでオーロラが観測されるのは1859年の太陽嵐（キャリントン・イベント）以来約164年ぶりであり、その様子はマウナケア山の山頂にある国立天文台のすばる望遠鏡に設置されている全天カメラに収められている。
南半球では、ニュージーランドやチリ、アルゼンチン、南アフリカなどでオーロラが観測され、比較的北方の地域としてウルグアイ、ナミビア、オーストラリア北東部のクイーンズランド州にあるマッカイなどでも観測された。

## 影響
情報通信研究機構は8日から13日にかけて計9回の太陽フレアが発生し、放出されたプラズマが地球周辺に到来する影響により短波無線やGPSなどの測位システム、衛星通信等において障害が発生する恐れがあると注意を呼びかけた。その後一連のフレアによる高速で強い磁場を伴うプラズマが地球に到来し、大規模な磁気嵐が発生した。